# Lardū
Lardū (persiska: لردو) är en ort i Iran.   Den ligger i provinsen Hormozgan, i den sydöstra delen av landet, 1 100 km sydost om huvudstaden Teheran. Lardū ligger 21 meter över havet och antalet invånare är 128.
Terrängen runt Lardū är platt, och sluttar söderut. Runt Lardū är det ganska glesbefolkat, med 50 invånare per kvadratkilometer. Närmaste större samhälle är Zīārat, 12,7 km nordväst om Lardū. Trakten runt Lardū är ofruktbar med lite eller ingen växtlighet.